# Érbogyoszló község
Érbogyoszló község (románul: Comuna Buduslău) község Bihar megyében, Romániában. Központja Érbogyoszló, hozzá tartozik Albis.

## Népessége
A 2011-es népszámlálás adatai alapján a község népessége 1907 fő volt.